# Jacopo Ferretti
Jacopo Ferretti (16 de juliol de 1784 - 7 de març de 1852) fou un escriptor, poeta i llibretista d'òpera italià. El seu nom s'escriu de vegades Giacomo Ferretti.
És sobretot conegut per haver subministrat els llibrets per a dues òperes compostes per Rossini i cinc òperes compostes per Donizetti.

## Llibrets
En total, Ferretti va escriure prop de 70 llibrets, la majoria dels quals eren d'òperes presentades a Roma.
- Compostes per Gaetano Donizetti

Zoraida di Granata (contribuït, 1822)
L'ajo nell'imbarazzo, o Don Gregorio (1824)
Zoraide di Grenata (1824)
Olivo e Pasquale (1827)
Il furioso all'isola di San Domingo (1832)
Torquato Tasso (1833)
- Compostes per Saverio Mercadante

Scipione in Cartagine (1820)
Gli amici di Siracusa (1824)
- Compostes per Giovanni Pacini

Cesare in Egitto (1821)
- Compostes per Luigi Ricci

L'orfanella di Ginevra (1829)
- Compostes per Lauro Rossi

La figlia di Figaro (1846)
- Compostes per Gioachino Rossini

La Cenerentola, ossia La bontà in trionfo (1817)
Matilde di Shabran, o sia Bellezza, e cuor di ferro (1821)
- Compostes per Niccolò Antonio Zingarelli

Baldovino (1811)